# Siyar-i Nabi
El Siyar-I Nabi o Història del Profeta és un conte èpic en turc que relata la vida de Mahoma. Fou escrit entre el 1377 i el 1388 per Mustafa Darir al Caire. Aquesta història és més coneguda pel manuscrit il·lustrat encarregat pel soldà Murat III. Compost originàriament per 814 miniatures fetes al taller imperial, 3 dels 6 volums primigenis encara es preserven al Palau de Topkapi d'Istanbul . Els altres se'n troben dispersos en col·leccions públiques i privades d'arreu del món. És el cicle més gran de pintura religiosa de l'art islàmic.

## Origen del text
El manuscrit fou escrit al voltant dels anys 1377-1381 pel poeta turc cec i erudit d'Anatòlia Mustafa Darir d'Erzurum, mentre era al Caire al servei del sultà mameluc Al-Mansur Alà-ad-Din Alí. Va reprendre el text i el conclogué el 1388. El va presentar al nou sultà Az-Zâhir Sayf ad-Dîn Barquq. Alguns manuscrits del text es distribueixen per Anatòlia i sobretot a Bursa. El text es basa en fets de l'historiador àrab Al-Waqidi, i assimila també llegendes preislàmiques, així com sures de l'Alcorà.

## Història del manuscrit
El 1595, Murat III va fer una comanda al seu taller personal, dirigit per Lütfi Abdullah, d'un manuscrit il·lustrat del text de Mustafa Darir. L'obra s'acabà durant el regnat de Mehmet III. Contenia 6 volums i 814 miniatures. Més tard, el manuscrit es dispersà: els volums I, II i VI es conserven encara al Palau de Topkapi (Hazine, 1221-1223), i el volum III es troba a la Biblioteca Pública de Nova York (Spencer Collection 157). El volum V ha desaparegut. Sembla que es trobà durant un temps a la Biblioteca Estatal i Universitària Saxona de Dresden, però no s'ha trobat pas cap rastre del manuscrit.
A la primeria del segle xx, el volum IV pertany a una princesa otomana que intenta vendre'l al Caire. Com que no en troba pas comprador, en acabant el ven dividit. 490 folis i 136 miniatures, els comprà Alfred Chester Beatty, hui a la Biblioteca Chester Beatty de Dublín (T 419). El major R. G. Gayer-Anderson en comprà 53 fulls. Després de la venda de la seua col·lecció, se'n van tornar a dispersar. Quatre van ser-ne venuts a Drouot l'any 1984, i un d'aquests el va adquirir el Museu del Louvre, que en conserva 3 pàgines. Altres se'n guarden:
- al Museu de Belles Arts de Houston
- dins la Col·lecció David de Copenhaguen
- al Museu Britànic[6]
- al Museu d'Art Islàmic de Berlín
- a l'Arthur M. Museu Sackler de la Universitat Harvard
- al Museu de Disseny de l'Escola de Rhode Island
- al Museu d'Arts Islàmics de Malàisia

## Descripció del manuscrit
Els arxius del Palau Topkapi conserven les despeses vinculades a la creació de l'obra. Se'n feren 814 miniatures, de les quals 200 ja han desaparegut:
- el volum 1 té 416 folis i 139 miniatures. Narra la història dels profetes, el naixement de Mahoma i la seua joventut.
- El volum 2 té 506 folis i 85 miniatures. Explica la història de Mahoma des de la seua primera esposa Khadija bint Khuwàylid fins a la conversió dels set clans dels Quraixh.
- El volum 3 té 465 folis i 128 miniatures, i relata els episodis d'Isra i Miraj.
- El volum 4 té, segons els elements restants de la biblioteca de Chester Beatty, 490 folis i 136 miniatures, i relata els episodis des del matrimoni de Fàtima az-Zahrà amb Alí ibn Abi-Tàlib fins a la presentació del cap d'Abu Sufjan per Abd Allah a Mahoma. Acaba amb un colofó que indica que el copiaren cap al 1594-1595 per l'escrivà Mustafà b. Vali.
- El volum 6 té 420 folis i 125 miniatures. Comença amb el matrimoni de Sad ibn Muadh i acaba amb la mort del profeta.

Totes les pàgines fan aproximadament 35,5 cm per 27 cm, i la part escrita de 29 cm per 17 cm. Està escrit en naskh i té 13 línies per pàgina. Les miniatures ocupen la mateixa àrea de pàgina, a voltes deixen de 3 a 6 línies a la part inferior de la pàgina.

## Altres manuscrits
Altres manuscrits otomans il·lustrats s'han elaborat seguint la còpia de Murat III. Un d'ells, datat del segle XVII, es conserva en part en el Museu d'Art Turc i Islàmic d'Istanbul, i constitueix la còpia del volum IV del Chester Beatty.